# سیارک ۱۹۴۴۶
سیارک ۱۹۴۴۶ (به انگلیسی: 19446 Muroski، نامگذاری:1998FX113) نوزده هزار و چهارصد و چهل و ششمین سیارک کشف شده‌است که در ۳۱ مارس ۱۹۹۸ کشف شد.
قدر مطلق سیارک برابر ۱۱.۷ است.